# محمد بن موسى بن محمد اللخمي
محمد بن موسى بن محمد بن سند بن تميم اللخمي الدمشقي ولد في ربيع الآخر، 729 ه‍ـ، وصفةُ الحافظ ابن حجر العسقلاني بانة كان حسن الشكل و القراءة جداً والذكاء المفرط.

## وفاتة
وعن وفاتة نقل الحافظ ابن حجر عن المصنّف عبارةً قال: "وقرأت بخط البرهان المحدّث أنه اختلط قبل موته بسنة بسبب مرض طال به - اختلاطاً فاحشً".